# Кумамон

Медведь Кумамон

Кумамон (яп. くまモン) — вымышленный медведь, талисман японской префектуры Кумамото, созданный в 2010 году в рамках кампании Kumamoto Surprise (яп. くまもとサプライズ, кумамото сапурайдзу) с целью привлечения туристов после ввода в эксплуатацию сети железных дорог Кюсю-синкансэн. Популярность этого персонажа в Японии является очень высокой: в конце 2011 года он одержал победу в национальном конкурсе персонажей-талисманов «Юру-кяра» (яп. ゆるキャラ), набрав более 280 тысяч голосов. Доходы префектуры за первую половину 2012 года от рекламы этого талисмана составили 11,8 млрд. иен (примерно 120 млн. долларов США) при аналогичном доходе в 2,5 млрд. иен (26 млн. долларов США) за весь 2011 год.

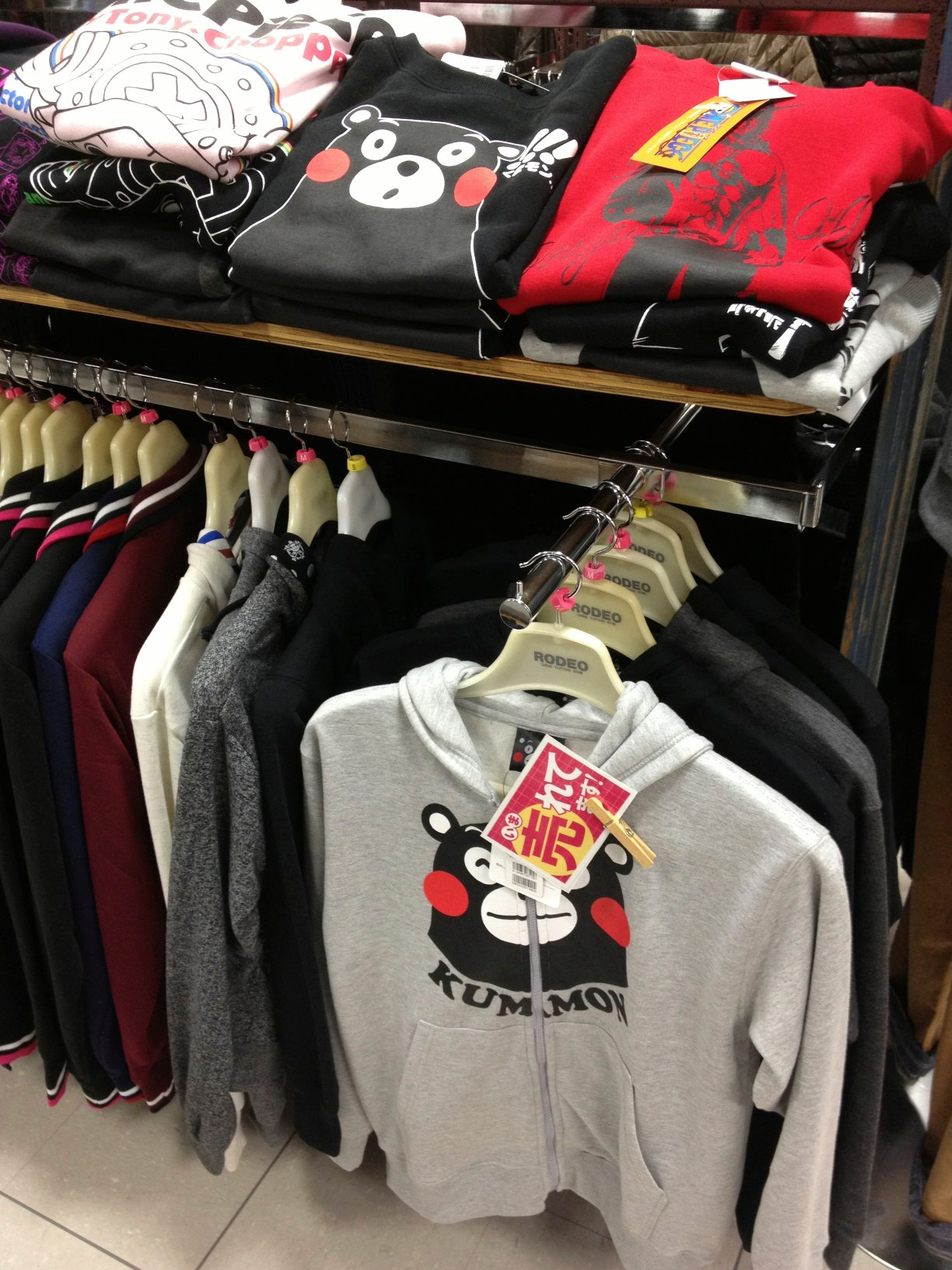
Одежда с принтами Кумамона

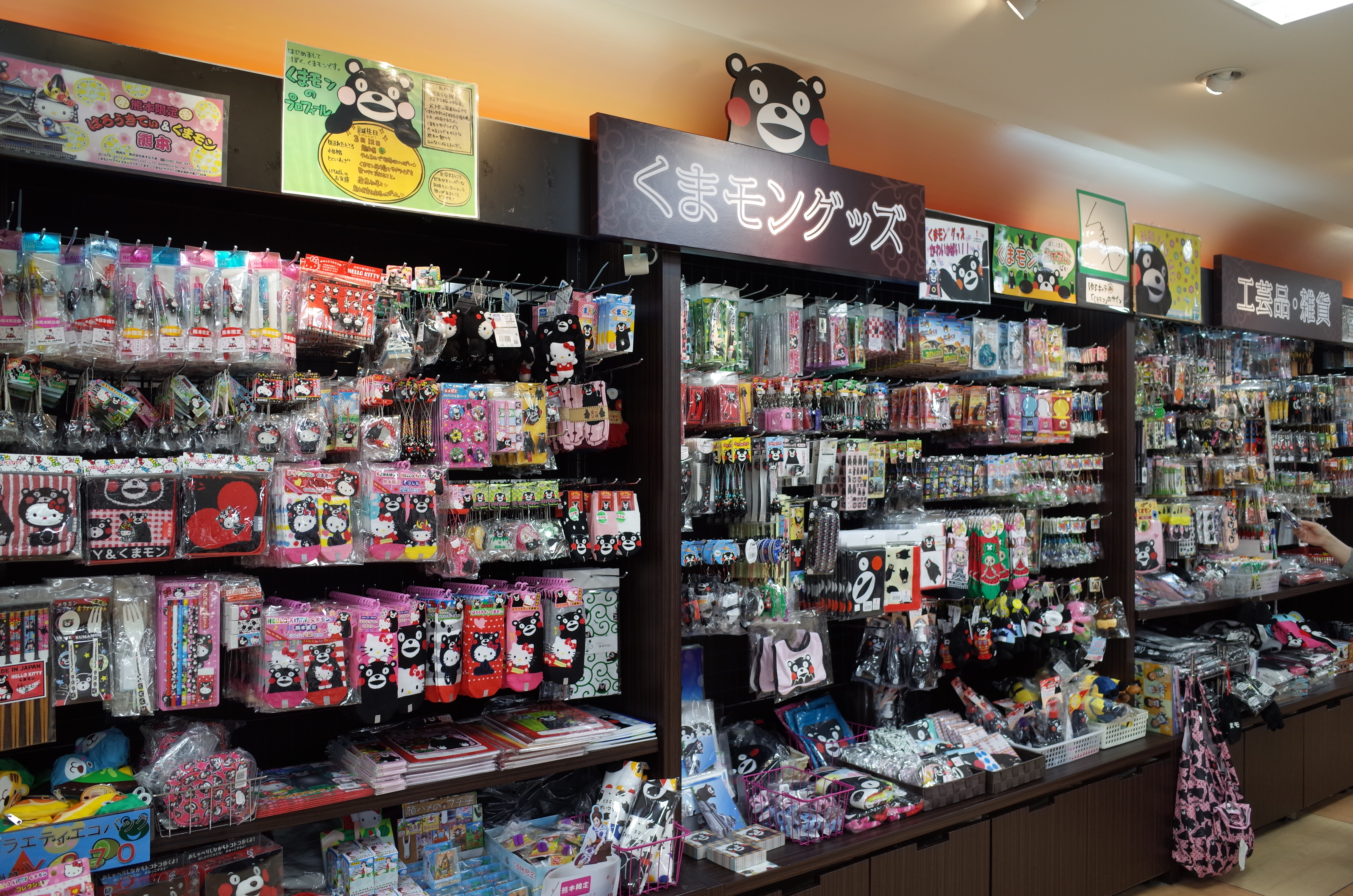
Атрибутика

Считается, что популярность Кумамона обеспечена тем, что он является единственным талисманом и лицом префектуры Кумамото, в то время как в других префектурах их очень много. Общий доход за два года от популяризации Кумамона, по данным Банка Японии, составил 123,2 млрд. иен.

## В культуре
В Интернете (в том числе и в рунете) Кумамон стал героем комиксов, мультфильмов и видеороликов, но особенная популярность к нему пришла после публикации блока из двух фотографий Кумамона на фоне большого костра и шутливой подписью «Why? For the glory of Satan, of course!» (с англ. — «Зачем? Во славу Сатане, конечно!»).
3 сентября 2018 года Кумамон опробовал себя в роли видеоблогера на YouTube. С тех пор его канал регулярно обновляется.